# Сметанино (Тарногский район)
Сметанино — деревня в Тарногском районе Вологодской области.
Входит в состав Заборского сельского поселения, с точки зрения административно-территориального деления — в Заборский сельсовет.
Расстояние по автодороге до районного центра Тарногского Городка — 24 км, до центра муниципального образования Красного — 1,5 км. Ближайшие населённые пункты — Катеринино, Красное, Струково, Фатьяново.
По переписи 2002 года население — 31 человек (13 мужчин, 18 женщин). Всё население — русские.